# Аракур
Аракур (фр. Arracourt) насеље је и општина у североисточној Француској у региону Лорена, у департману Мерт и Мозел која припада префектури Линевил.
По подацима из 2011. године у општини је живело 245 становника, а густина насељености је износила 14,07 становника/km². Општина се простире на површини од 17,41 km². Налази се на средњој надморској висини од 228 метара (максималној 335 m, а минималној 215 m).

## Демографија
| 1962. | 1968. | 1975. | 1982. | 1990. | 1999. | 2011. |
| ----- | ----- | ----- | ----- | ----- | ----- | ----- |
| 362   | 321   | 259   | 215   | 259   | 234   | 245   |

График промене броја становника у току последњих година